# Abdelaziz Ramdani
Abdelaziz Ramdani est un réalisateur marocain né en 1935. 

## Biographie
Ancien élève de l'IDHEC, avant d'intégrer le Centre Cinématographique Marocain , Abdelaziz Ramdani a réalisé plusieurs documentaires consacrés au Maroc. 
Son premier long métrage de fiction, Âmes et Rythmes, a été présenté au Festival de Cannes 1962 dans la sélection officielle.

## Filmographie

### Courts métrages
- 1953 : Retour aux sources
- 1960 : La Nuit des bêtes
- 1961 : Le Grand Jour à Imilchil
- 1961 : En passant par Erfoud
- 1964 : Les Pêcheurs d'Assafi
- 1966 : Naissance d'un village
- 1967 : Maroc terre de civilisation et de progrès
- 1967 : La Vallée du riz
- 1968 : Fès mémoire de l'histoire

### Longs métrages
- 1962 : Âmes et Rythmes
- 1968 : Quand mûrissent les dattes ? (coréalisateur : Larbi Bennani)